# オスロ刑務所

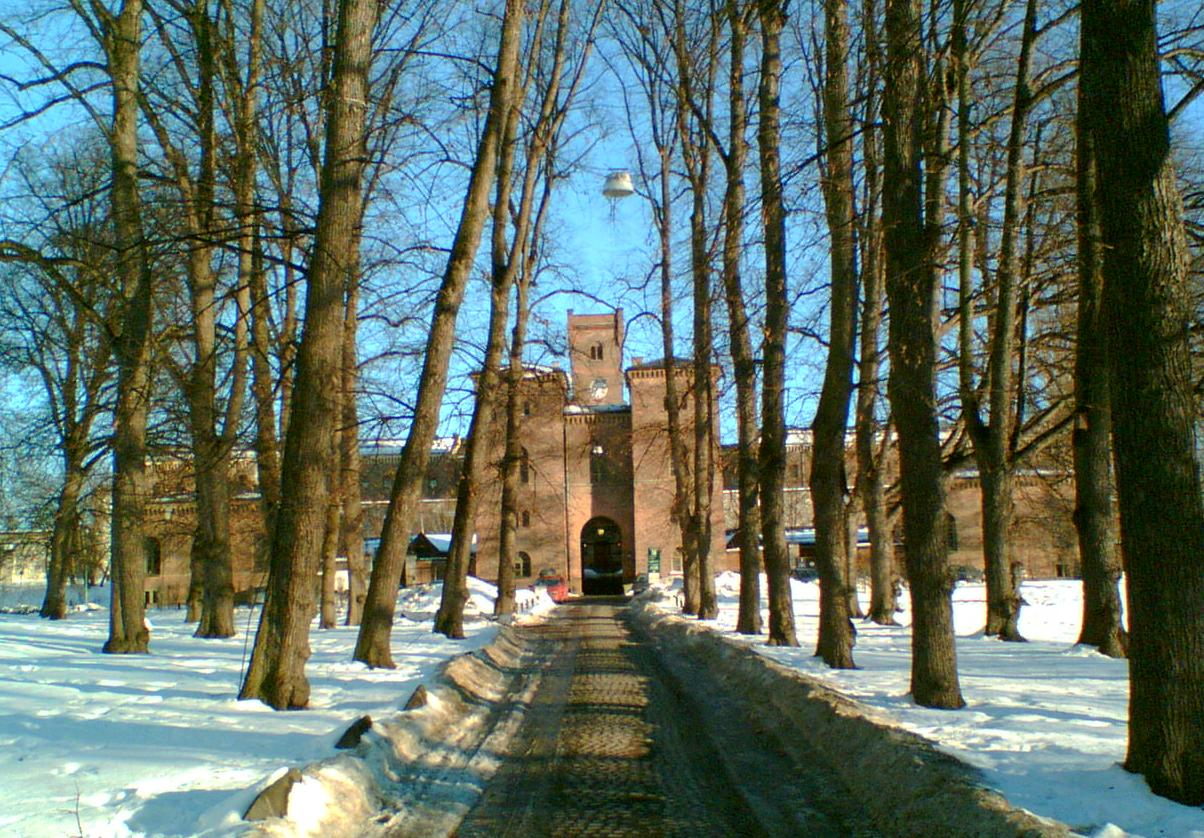
「オスロ刑務所」を編集中 部署A

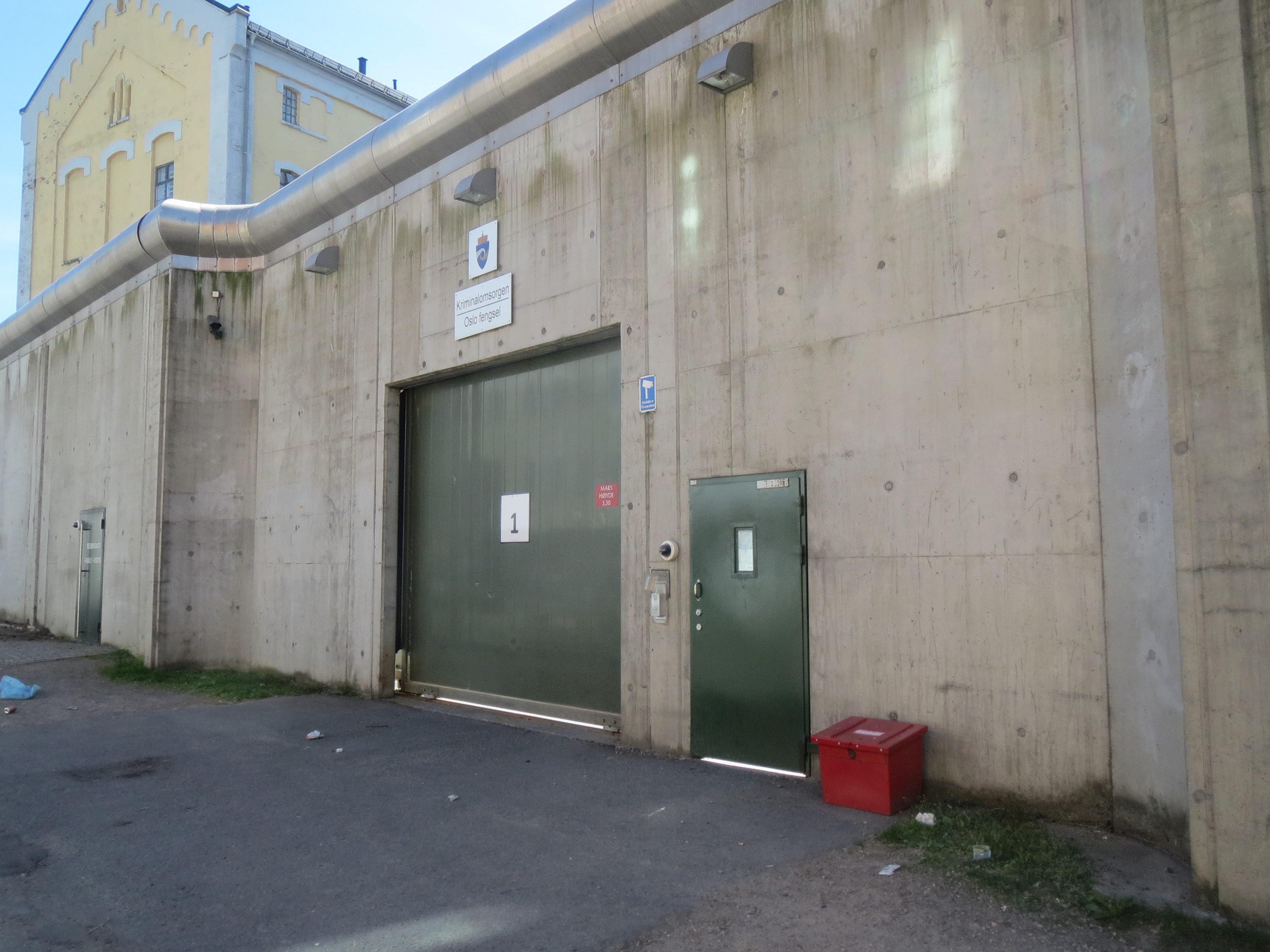
「オスロ刑務所」を編集中 部門B

オスロ刑務所（Oslo fengsel, Oslo Prison） は、ノルウェー首都オスログロンランドに位置する刑務所。北欧最大規模の刑務所。

## 年表
- 1844年、建設開始。設計者 Heinrich Ernst Schirmer
- 1851年、最大収容人数240名の施設として開所
- 1866年、教会が開設、設計 Jacob Wilhelm Nordan

## 参照・外部リンク
- Hjemmeside
- www.kriminalomsorgen.no